# ラインバランシング
ラインバランシングとは経営学用語の一つ。ライン生産が行われる場合に、各作業の工程の速度を同一化させるということ。これを行うことで生産を行う場合には無駄を省いて続いて行うことができるようになるというわけである。